# Scott Wedman
Scott Wedman é um ex-jogador de basquete norte-americano que foi campeão da Temporada da NBA de 1983-84 jogando pelo Boston Celtics.